# Leptognatha rivalieri
Leptognatha rivalieri is een keversoort uit de familie van de loopkevers (Carabidae). De wetenschappelijke naam van de soort is voor het eerst geldig gepubliceerd in 1960 door C.M.C. Brouérius van Nidek.